# Schauenberg (Adelsgeschlecht)

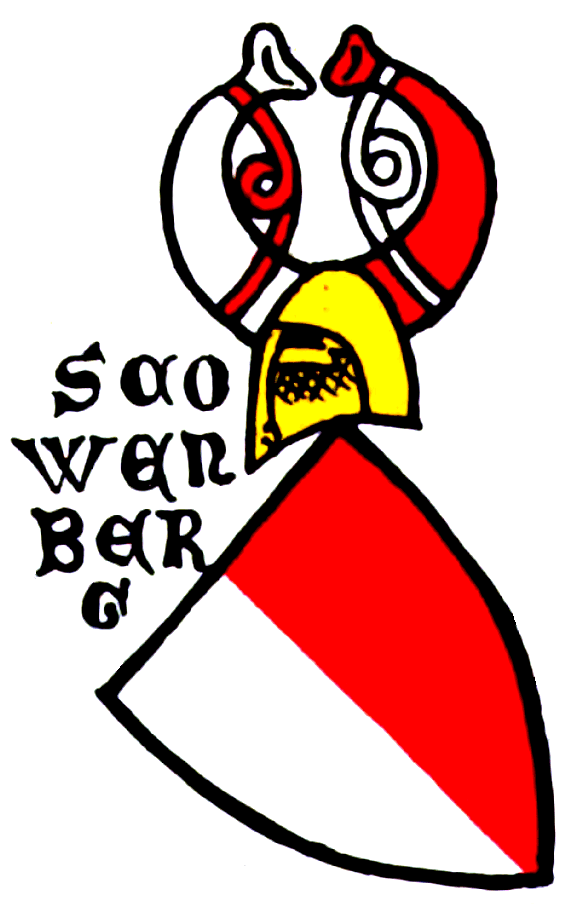
Wappen der Herren von Schauenberg in der Zürcher Wappenrolle (ca. 1340)

Schauenberg ist der Name eines erloschenen Zürcher Adelsgeschlechts mit dem Stammsitz Burg Schauenberg (Mitte des 14. Jahrhunderts zerstört). Angehörige waren schon im 13. Jahrhundert Ritter. Als solche standen sie im Dienst des Abts von St. Gallen.

## Wappen
Der Wappenschild ist nach der Zürcher Wappenrolle von Silber und Rot gespalten. Auf dem Kübelhelm zwei Hifthörner, das rechte silbern, das linke rot, mit rechts roter, links silberner Fessel.